# آبراهام عیسو
 آبراهام عیسو (آلمانی: Abraham Esau؛ زاده ۷ ژوئن ۱۸۸۴ درگذشته ۱۲ مهٔ ۱۹۵۵) یک فیزیک‌دان اهل آلمان بود.